# Оболенский-Нелединский-Мелецкий, Валериан Сергеевич
Князь Валериан Сергеевич Оболенский-Нелединский-Мелецкий (1848—1907) — товарищ министра иностранных дел Российской империи в 1900—1906 годах, член Государственного совета.

## Биография
Родился 1 (13) сентября 1848 года в семье шталмейстера князя Сергея Александровича Оболенского (1819—1882), принявшего в 1870 году фамилию Оболенского-Нелединского-Мелецкого, и жены его Натальи Владимировны Мезенцевой (1820—1895). Его братья: Владимир и Платон Сергеевичи Оболенские.
В 1865 году окончил 4-ю Московскую гимназию и поступил в Московский университет. Окончив юридический факультет Императорского Московского университета со степенью кандидата, в 1870 году поступил на службу в Министерство иностранных дел чиновником сверх штата при департаменте внутренних сношений. В том же году был назначен переводчиком VIII класса при этом департаменте. В 1872 году был назначен третьим секретарём, в 1873 году — вторым секретарём и, наконец, в 1877 году — первым секретарём при канцелярии Министерства иностранных дел. В 1882 году был назначен вице-директором канцелярии и управляющим литографией министерства; 26 апреля 1886 года назначен директором канцелярии Министерства иностранных дел, а в 1897 году назначен старшим советником министерства с предоставлением права присутствовать в высших государственных учреждениях на правах товарища министра иностранных дел.
В 1900 году был назначен товарищем министра иностранных дел графа В. Н. Ламсдорфа, неоднократно управлял министерством в отсутствие министра. В 1905 году был одним из кандидатов на должность руководителя российской делегации на мирных переговорах с Японией в Портсмуте, однако от поездки отказался.
С 1876 года состоял в придворном звании камер-юнкера, с 1880 года — в звании камергера, с 1889 года — в должности шталмейстера; 14 мая 1896 года был пожалован в шталмейстеры Высочайшего двора.
С 23 апреля 1906 года был назначен членом Государственного совета, 25 апреля определён присутствовать в нём; входил в группу центра. С 28 мая 1906 года назначен состоять в ведомстве иностранных дел с оставлением членом Государственного совета.
Умер холостым 29 марта (11 апреля) 1907 года. Похоронен вместе с родителями и братом Владимиром Сергеевичем (1847—1891) на кладбище Сергиевой пустыни.

## Награды
- Орден Святого Станислава 1-й ст. (1889)
- Орден Святой Анны 1-й ст. (1892)
- Орден Святого Владимира 2-й ст. (1895)
- Орден Белого Орла (1898)
- Орден Святого Александра Невского (1901); алмазные знаки к ордену Св. Александра Невского (1905).